# Brohisaurus
Genre
Espèce
Brohisaurus est un genre de dinosaures sauropodes du Jurassique supérieur retrouvé dans les montagnes du Kirthar au Pakistan. L'espèce-type, B. kirthari, a été décrite par M. S. Malkani en 2003,,.
Il est considéré comme nomen dubium par P.D. Mannion, P. Upchurch, R.N. Barnes et O. Mateus dans leur étude de 2013,.